# سوبوتچزنا
سوبوتچزنا (به لهستانی:  Sobotczyzna) یک روستا در لهستان است که در گمینا بیلسک پودلاسکی واقع شده‌است.